# 清泰 (清朝)
清泰（穆麟德轉寫：cingtai；1734年—？），蒙古鑲白旗人，清朝政治人物。
鄉試中舉，乾隆二十九年，記名以知縣用。乾隆三十三年，任江蘇松江府金山縣知縣。次年，擔任江蘇松江府上海縣知縣。